# Paradelphomyia (Oxyrhiza) umbrosa
Paradelphomyia (Oxyrhiza) umbrosa is een tweevleugelige uit de familie steltmuggen (Limoniidae). De soort komt voor in het Oriëntaals gebied.